# درختبید
درخت بید، روستایی از توابع بخش مرکزی شهرستان دماوند در استان تهران ایران است.

## جمعیت
این روستا در دهستان ابرشیوه قرار دارد و براساس سرشماری مرکز آمار ایران در سال ۱403، جمعیت آن 70 نفر (40خانوار) بوده‌است.

### زبان
مردم این روستا از قومیت ایلکایی گرمسار هستند و به زبان فارسی دری صحبت می‌کنند.
شورا و دهیار:
شورا این روستا رستم عاشوری و دهیار ان محسن عاشوری میباشد.